# Eric Brunner
Eric Brunner (Dublin, 12 febbraio 1986) è un ex calciatore statunitense, di ruolo difensore.

## Palmarès

### Club

#### Competizioni nazionali
- MLS Supporters' Shield: 1

Columbus Crew: 2009